# Sphacelotheca serrulati-magna
Sphacelotheca serrulati-magna är en svampart som beskrevs av Vánky & Oberw. 1994. Sphacelotheca serrulati-magna ingår i släktet Sphacelotheca och familjen Microbotryaceae.   Inga underarter finns listade i Catalogue of Life.